# Street Life
«Street Life» es una canción interpretada por la banda estadounidense The Crusaders. Fue publicada el 10 de agosto de 1979 como el único sencillo de su álbum de estudio del mismo nombre. La voz principal fue realizada por Randy Crawford.
La canción se convirtió en un éxito comercial, alcanzando la posición número 5 en la lista de sencillos del Reino Unido. En los Estados Unidos, la canción alcanzó el puesto número 36. Fue oficialmente certificado disco de oro por la Recording Industry Association of America (RIAA) el 16 de agosto de 1979.

## Antecedentes
La inspiración de la canción provino de la pista de esquí para principiantes en Mammoth Mountain en California. Joe Sample dijo que “‘vio a la gente caer, chocar entre sí... fue un caos absoluto. Parecía un bulevar de locura’. Y dije: ’Así es la vida en la calle’”. Sample se asoció con el letrista Will Jennings, quien dijo que “la letra, todo eso salió directamente de Hollywood Boulevard”.
Sample conoció a Crawford cuando tocó en su álbum debut Everything Must Change en 1976. Después de tener buenas críticas sobre su canción, pero sin tener éxito comercial, Sample le pidió a Crawford que cantara las voces de la canción. Como resultado de esto, The Crusaders produjeron su cuarto álbum de estudio, Now We May Begin, que se convirtió en un gran éxito.

## Recepción de la crítica
El crítico de jazz Scott Yanow escribió: “Aunque The Crusaders no podrían haberlo sabido en ese momento, su grabación de «Street Life»... fue un último hurra para el grupo de 20 años. Sus grabaciones de los próximos años declinarían en interés hasta que la banda se desvaneció gradualmente en los años 80”. Mientras que, para Crawford, esta canción le trajo reconocimiento y marcó efectivamente el comienzo de su carrera.

## Posicionamiento
| Gráfica (1979–80)                                | Pico de posición |
| ------------------------------------------------ | ---------------- |
| Australia (Kent Music Report)                    | 79               |
| Bélgica (Flandes) (Ultratop 50 Singles)          | 35               |
| Estados Unidos (Billboard Dance Club Songs)      | 75               |
| Estados Unidos (Billboard Hot 100)               | 36               |
| Estados Unidos (Billboard Hot R&B/Hip-Hop Songs) | 17               |
| Irlanda (Irish Singles Chart)                    | 14               |
| Noruega (VG-lista)                               | 6                |
| Países Bajos (Nederlandse Top 40)                | 13               |
| Países Bajos (Single Top 100)                    | 20               |
| Suecia (Sverigetopplistan)                       | 8                |
| Reino Unido (UK Singles Chart)                   | 5                |

## Certificaciones y ventas
| País                  | Certificación | Ventas  |
| --------------------- | ------------- | ------- |
| Estados Unidos (RIAA) | Oro           | 500,000 |